# Richard Bate
Richard Bate fue un pintor y negociante británico que llegó a la ciudad de Río de Janeiro en 1807 y estableció un comercio de instrumentos náuticos, quirúrgicos, oculares en la entonces llamada rúa Direita (actual rúa Primero de Marzo) y posteriormente en la rúa Quitanda. 
Durante su permanencia en Brasil dejó varias acuarelas de vistas muy detalladas de la ciudad de Río de Janeiro que se encuentran guardadas en la Universidad Cornell y que fueron publicadas en 1965 por el historiador Gilberto Ferrez.